# Pseuderanthemum carruthersii
Pseuderanthemum reticulatum là một loài thực vật có hoa trong họ Ô rô. Loài này được (Seem.) Guillaumin miêu tả khoa học đầu tiên năm 1948.

## Hình ảnh

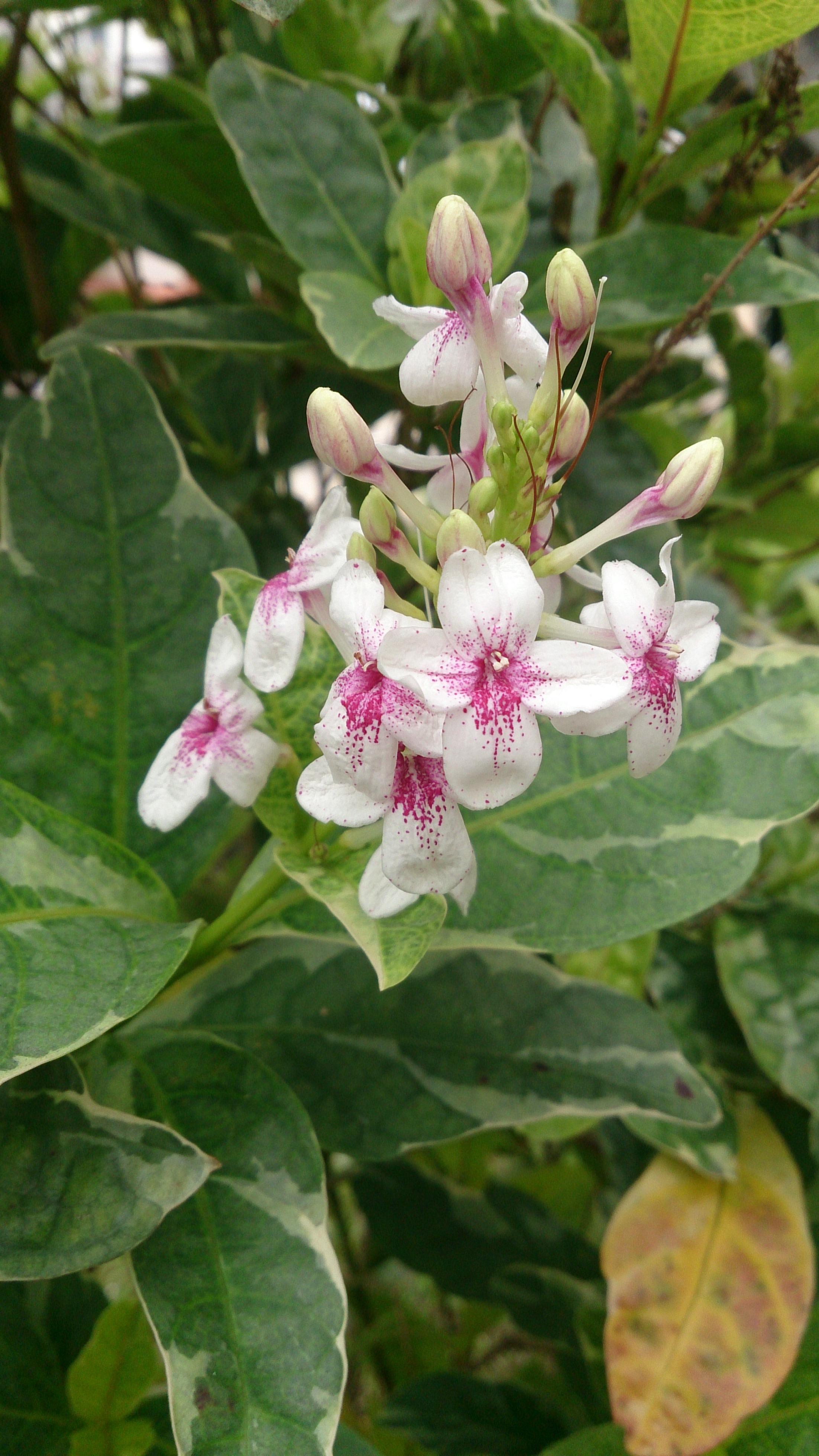
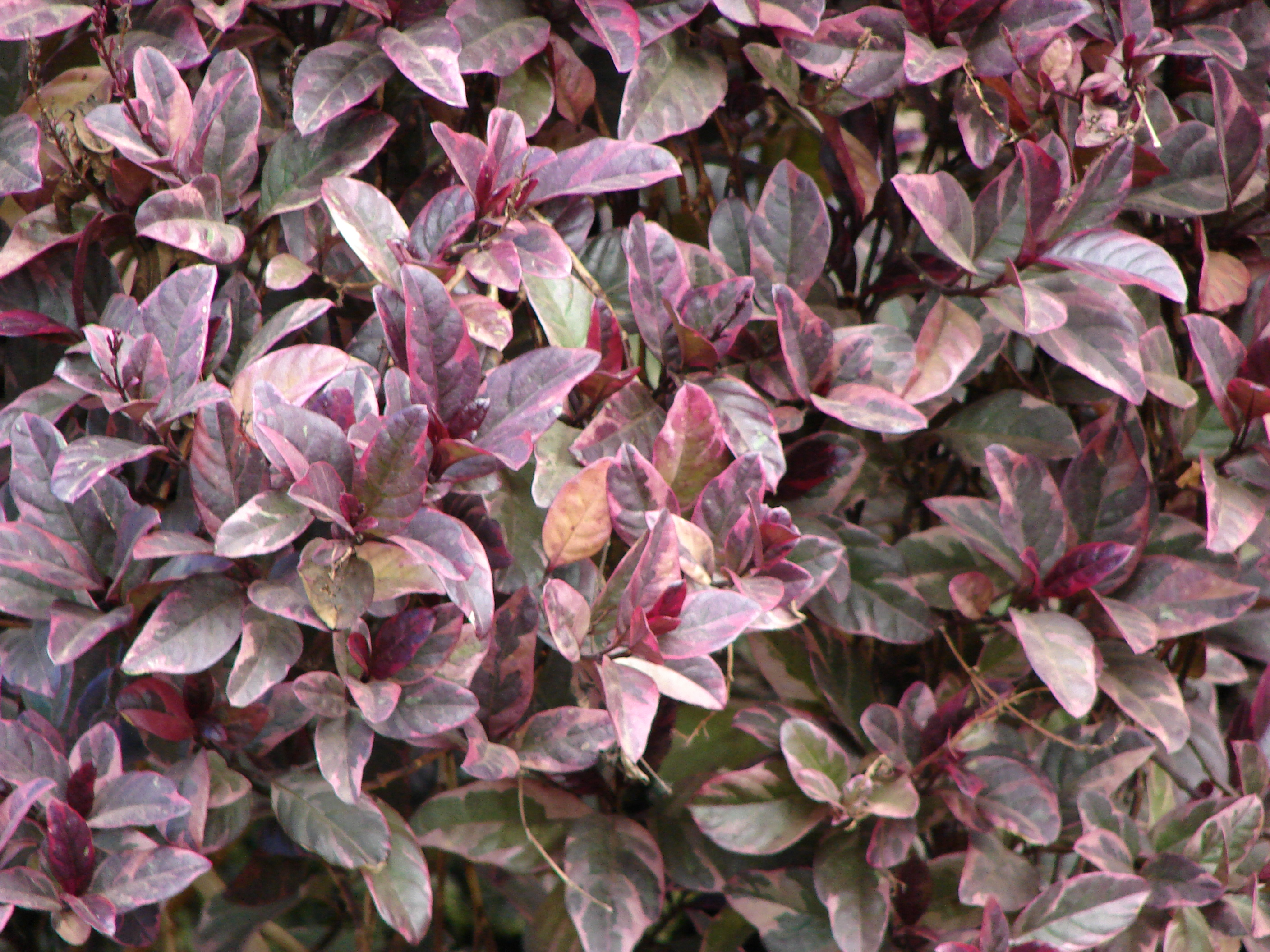
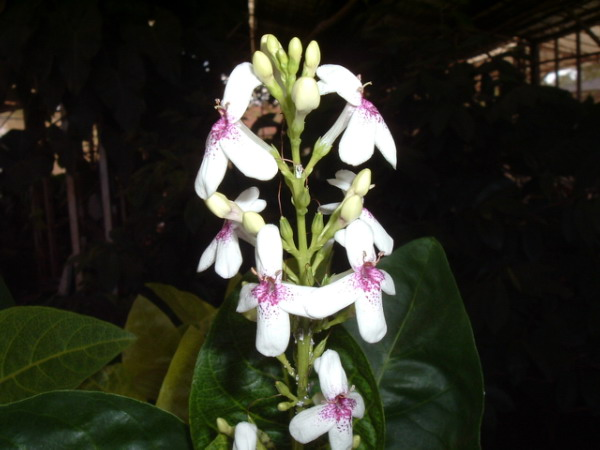